# Качканар (гора)
Качкана́р — высшая вершина Среднего Урала на территории Свердловской области, расположена вблизи географической границы Европы и Азии. Высота над уровнем моря — 878,7 м, относительная высота — около 600 м. Входит в одноимённый горный массив расположенный на правобережье реки Ис. У подножья горы расположен город Качканар.

## Географическое положение
Гора Качканар расположена на территории Качканарского муниципального округа между долинами рек Ис и Выя (левые притоки Туры). Склоны покрыты лесом, гребень протяжённостью в 3 километра, имеются каменные россыпи и скалы. У юго-западного подножия расположен Нижневыйский пруд и город Качканар.

## Топоним
Однозначной расшифровке название горы не поддаётся. Есть несколько версий происхождения топонима «Качканар».
- Версия о тюркском происхождении: тюрк. кашканар — «лысый верблюд»[4]. Эта версия получила популярность из-за наличия на вершине Качканара скалы с одноимённым названием[1][5].
- Другая версия о тюркском происхождении топонима связана с тат. качкын — «беглец» и тат. качкыннар — «беглецы»[4].
- Качканар — «вершина, где садятся орлы»[6].
- Финно-угорская версия: манс. нар (нер, нёр) — «каменная гора», «хребет»[7], однако компонент «качка» в этой версии объяснить не удаётся[4]. В источниках XVIII века гора именуется «Кесканар»[8][9].

## Описание
Гора Качканар имеет относительную высоту около 600 метров, абсолютная высота вершины Северного Качканара 878,7 м, Южного — 866,2 м. Западный склон горы крутой, скалистый и покрыт глыбистыми развалами габбро, пироксенитов и других пород, слагающих массив. Гусевы горы являются предгорьем Качканара, вытянуты меридионально и имеют следующие (с юга на север) названия: Малая Гусева (385 м), Большая Гусева (467 м), Весёлая (345 м). Абсолютные отметки подножий гор колеблются в пределах 240—280 м. В районе Гусевых гор протекают две небольшие горные речки — Большая и Малая Гусевы, являющиеся притоками Выи и берущие своё начало на восточном склоне горы Качканар.
На одном из склонов находится небольшое озеро. На горе находится ныне не действующий горнолыжный комплекс с длиной трассы 2300 м и перепадом высот 380 м. Вершина горы Качканар изобилует скалами причудливой формы, многие из которых имеют собственные имена. Самая известная из них — скала Верблюд.

## История освоения
В начале XIX века бо́льшая часть горы входила в дачу Крестовоздвиженских золото-платиновых приисков Бисерского завода графа П. П. Шувалова, а меньшая восточная часть — в даче Нижнетуринского завода, входившего в Гороблагодатский горнозаводский округ. Исследователи находили на горе жильные куски руды, отклонявшие стрелку компаса, и использовали их на близлежащих золотых приисках для отделения благородных металлов от железистой вмещающей породы. Позднее в окрестностях Качканара вспыхнула платиновая лихорадка. Был построен прииск «Качканар», принадлежавший графу Шувалову. Однако все богатые платиновые россыпи были быстро отработаны, и к Качканару сохранили интерес лишь учёные-исследователи.
Гора Кесканар лежит от Палкиной гораздо более тридцати вёрст на левой стороне Исса, которую при деревне, а после под самою переезжал горою. Выехав поутру весьма рано, имел я довольно времени, осмотрев гору и железные по Кесканару рудники, также собрав изрядные куски магнита, возвратиться пред вечером назад. Вёрст за 5 от Магнитной горы вырыта на высокой южной части вздымающегося Кесканара, составляющему косогор, крестовая копань, из которой начали добывать тучную, до 59 процентов содержащую в себе железную руду. Вся гора испещрена признаками этого железняка; хотя торчащие камни и состоят из серого дикого горника. Один только утёс от крестовой ямы сажень 20 к западу протянулся, состоящий прямо из твёрдого железняка, и оный сажени в 4 вышиною и шириною: Вогульцы как о сих рудных местах, так и о магнитных ямах давно уже известили Благодать-Кушвинскому начальству, от которого оные и заняты были.
В литературе первые описания горы Качканар были сделаны в 1770 году академиком П. С. Палласом в книге «Путешествие по разным провинциям Российского государства». В оригинале гора названа Кушанар, в переводе указано название Кесканар. В источниках 1811 года гора также названа Кесканаром. Во 2-м томе Географическо-статистического словаря Российской империи П. П. Семёнова-Тян-Шанского, изданного в 1865 году, приведены два варианта: рус. дореф. Качканаръ и (в скобках) рус. дореф. Кесканаръ. В источниках 1910 года встречается название Кочканар.
В 1789 году И. Ф. Герман описал своё первое путешествие по Уралу, совершённое в 1783 году. Описывая гору Качканар, он отмечал, что на западной стороне горы добывают богатую руду, содержащую 59 % железа и выходящую на поверхность по всей площади горы среди пустой породы, состоящей из порфировидной породы, подобной пустой породе рудной залежи горы Высокой. В 1837 году Густав Розе, не посещавший горы Качканар, описал горную породу месторождения на основании присланных ему трёх образцов. Он отнёс минералогический состав пустой породы к гиперстенитам.

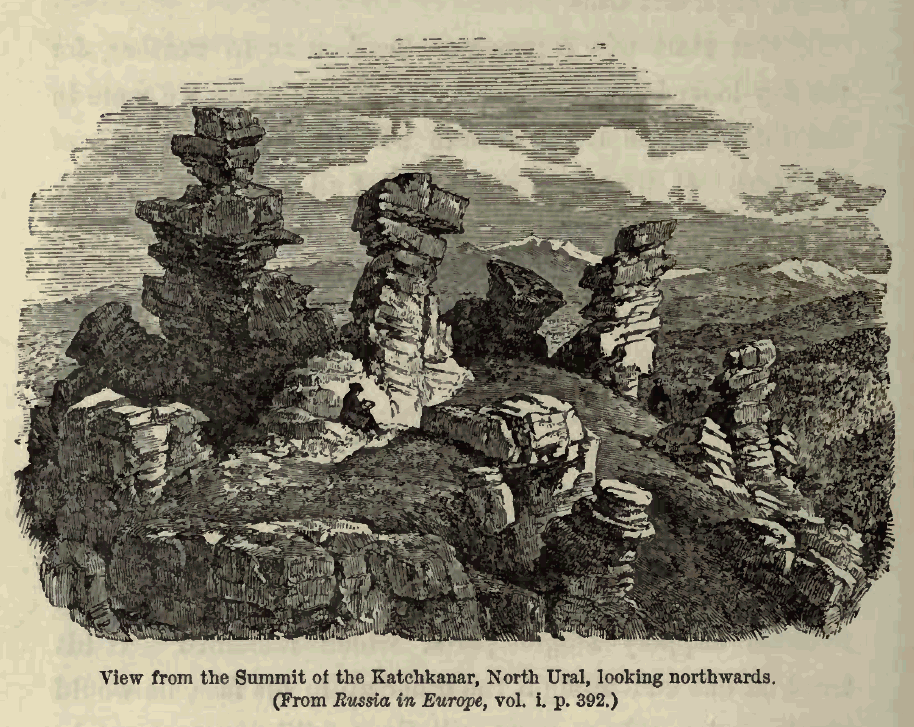
«Вид с вершины горы Качканар» из книги А. Гейки «Жизнь Сэра Р. И. Мурчисона», 1875

В 1849 году был опубликован перевод первого тома труда «Геологическое описание Европейской России и хребта Уральского» Р. И. Мурчисона, Э. Вернёя и А. Кейзерлинга. Авторы указывали, что бо́льшая часть пород Качканара, особенно у его подошвы, состоит из крупно — и мелкозернистого белого и зелёного полевошпатоваго диорита, главные вершины Качканара нагромождены из угловатых переломанных глыб, не покрытых никакой растительностью. Также исследователи указывали на прожилки чистого магнитного железняка от 1 до нескольких дюймов толщиной. Резюмируя, Мурчисон отмечал, что качканарская руда чрезвычайно плотная, вязкая и тугоплавкая и что её «извлечение и обработка необыкновенно обременительны для рудокопа и плавильщика».
В 1851 году в труде К. Цереннера упоминается, что гора Качканар окружена со всех сторон сланцами, массив самой горы состоит из авгитовой породы с магнитным железняком, обладающим полярным магнетизмом, и змеевика. Также Цереннер упоминал об огромном количестве жил магнитного железняка, мощностью от тончайшего прожилка и до 10 дюймов, и утверждал, что в авгитовой породе встречаются почти повсеместно вкрапленности зёрен магнитного железняка. В 1859 году П. В. Еремеев в «Заметках о месторождениях железных руд в горнозаводских дачах хребта Уральского» относит минералы нижних склонов горы к диоритам, верхних — к плотному диориту и диоритовому порфиру, вершины — к авгитовому порфиру.
Горный инженер Антипов в 1860 году в своём описании рудников Бисерского завода («Характер рудоносности и современное положение горного, то есть рудного дела на Урале») упоминает месторождение валунчатой руды у подножия южного склона Качканара, указывая, что «это месторождение разрабатывалось ещё в 1830 годах для извлечения кусков магнита, которые употреблялись не в плавку, а шли на золотые прииски, где ими оттягивались железистые шлихи от промытого золота».

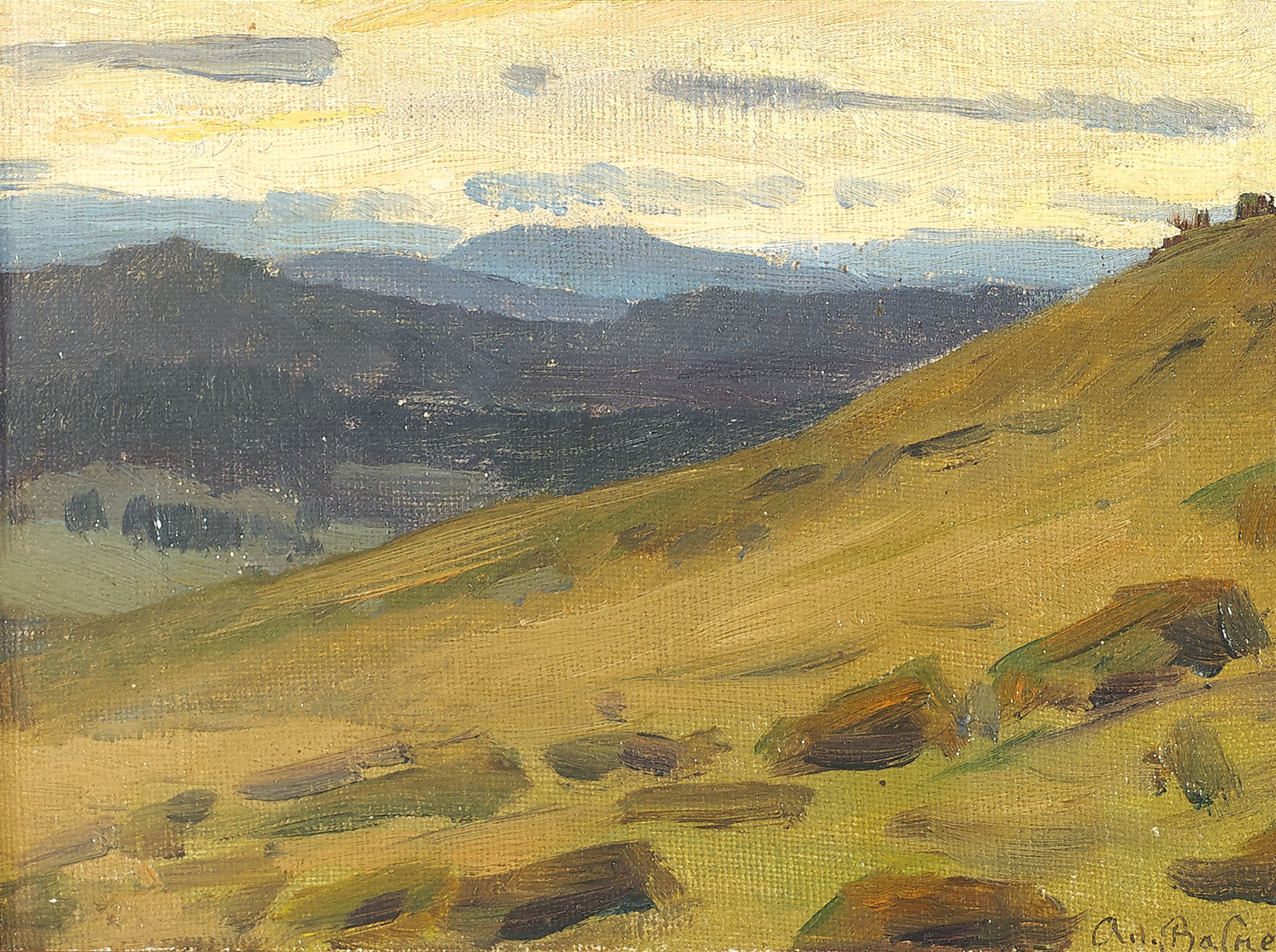
Васнецов А. М. Гора Качканар. 1890. Масло на холсте, установленном на картон. Собрание Третьяковской галереи

10 августа 1857 года в ходе экспедиции по Уралу гору Качканар обследовал Эрнст Гофман. Он вслед за Палласом отметил наличие богатых железом жил, отклоняющих стрелку компаса, и занятое валунами пространство между северной и южной вершинами. Он нашёл сходство Гиперстенитов северной вершины с увалами перед Конжаковским и Денежкиным камнями. Гофман также указал на загрязнённость основной части руды пустой породой и высказал сомнения в целесообразности плавки бедной железом руды. Высота горы была отмечена им в 2849 футов над уровнем моря.
В источниках 1864 года высота горы указывалась равной 3000 футов. Также отмечалась вязкость и тугоплавкость руд, ставшая причиной снижения интереса к месторождению.
В последующие годы наибольший вклад в геологическое изучение этого района внесли А. П. Карпинский (1869), А. А. Краснопольский (1890) и особенно Н. К. Высоцкий (1913), опубликовавший по нему свою монографию «Месторождения платины Исовского и Нижнетагильского района на Урале». В 1869 году Карпинский отнёс качканарские руды к смеси пироксенов (авгит), магнитного железняка и зеленовато-белого соссюрита и назвал авгитовым габбро. Из-за низкого содержания железа руды мало интересовали промышленность, в связи с чем детальная разведка здесь долгое время не проводилась. В литературе встречаются упоминания также о богатых железом качканарских рудах, использовавшихся в качестве магнитов для отделения золота и платины от примесей железа.

В дачах Гороблагодатских заводов магнитные железняки залегают целыми горами, например: Благодать, Качканар, Синяя, Малая Благодать. Качканарская руда содержит от 52 до 58 % железа и обладает сильными магнитными свойствами, представляя прекрасные естественные магниты, которыми пользуются местные золотопромышленники для очистки золотого шлиха от частиц железа.
— 
В отчёте по результатам Уральской экспедиции 1899 года Д. И. Менделеев отмечал, что месторождение горы Качканар, находящееся в относительной близости к Кушвинскому и Нижнетуринскому заводам, не разрабатывается, в то время как месторождения горы Высокой и Благодати эксплуатируются в значительных объёмах.
Начало планомерного исследования рудных залежей Качканара под руководством И. И. Малышева и П. Г. Пантелеева относится к началу 1930-х годов, когда были проведены небольшие разведочные работы. Одновременно начали проводиться научно-исследовательские и опытно-промышленные работы по обогащению качканарских руд и окускованию железо-ванадиевого концентрата, в результате которых была доказана принципиальная техническая возможность добычи и переработки руд с низким содержанием железа. В 1946—1953 годах трестом «Уралчерметразведка» была выполнена детальная разведка месторождений Качканарской группы. В 1959—1966 годы проводилась доразведка Гусевогорского месторождения, а с 1976—1977 годов — доразведка собственно Качканарского месторождения.
Освоение титаномагнетитовых руд Качканарской группы было начато в 1957 году по инициативе руководителей горной промышленности Урала М. М. Горшнылекова, В. И. Довгомыса, И. М. Делихова и ведущих специалистов институтов Уралгипроруда (Л. И. Цымбаленко), Уралмеханобр (Г. И. Сладков) и геологического управления (К. Е. Кожевников, М. И. Алешин). В этом же году к юго-востоку от вершины горы был основан город Качканар. В настоящее время разработка Гусевогорского месторождения ведётся Качканарским горно-обогатительным комбинатом. С 2019 года ведутся подготовительные работы на Собственно-Качканарском месторождении.

## Конфликт между буддийской общиной и Евразом
На северо-восточном склоне горы в 1995 году был основан буддийский монастырь Шедруб Линг, где практикует небольшая община. В 2006 году Качканарский ГОК получил лицензию на разработку Собственно-Качканарского месторождения, непосредственно представленного горой Качканар, в 2013 году было получено положительное заключение государственной экспертизы проекта разработки. Монастырь при этом оказался в зоне ведения горных работ. Суд признал постройки буддистов на горе незаконными и подлежащими сносу. В 2019 году было достигнуто соглашение о переселении общины в посёлок Косья у подножия горы с условием сохранения периодического доступа к монастырю на вершине горы.
В конце марта 2022 года постройки монастыря были демонтированы силами Качканарского ГОКа, культовые сооружения были сохранены.

## В литературе
А. Н. Энгельгардт в седьмом письме цикла «Письма из деревни» упоминает о восхождении на Качканар.

## Галерея

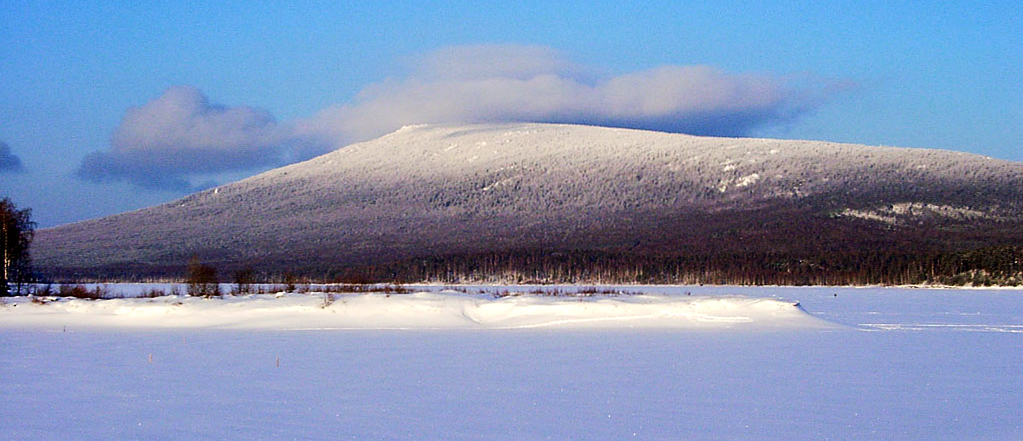
Гора зимой
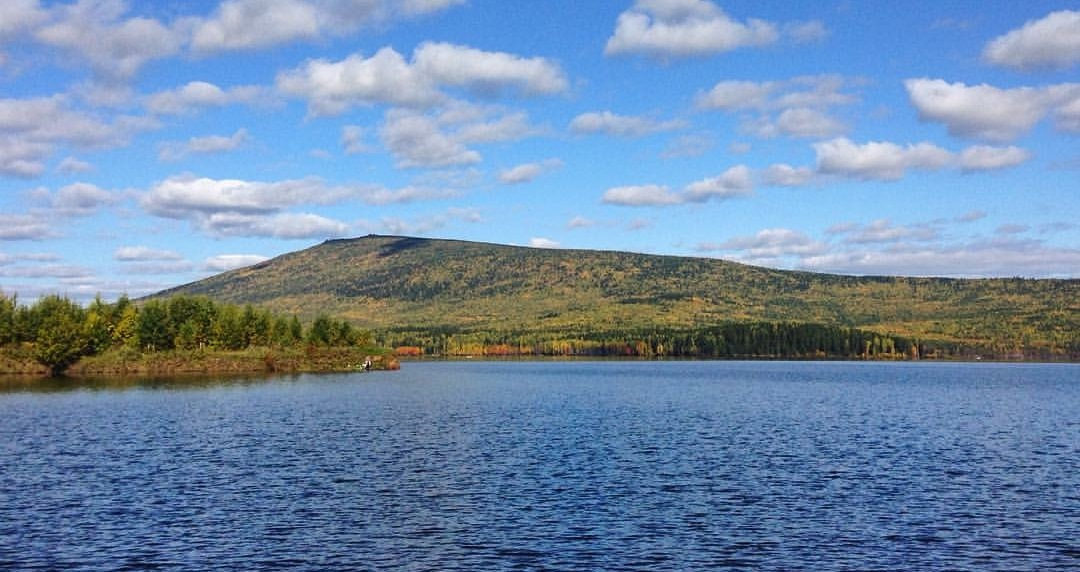
Гора осенью
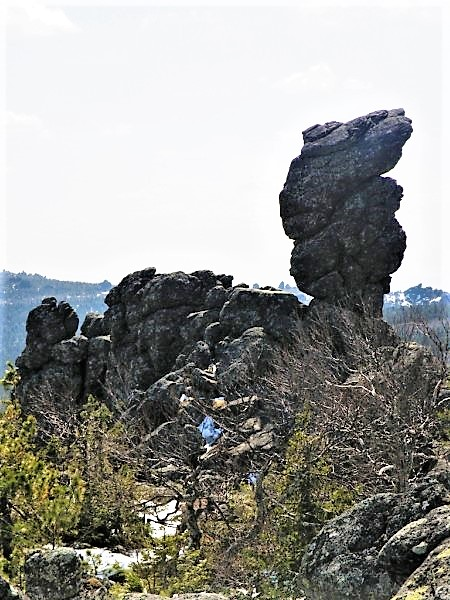
Скала «Верблюд»
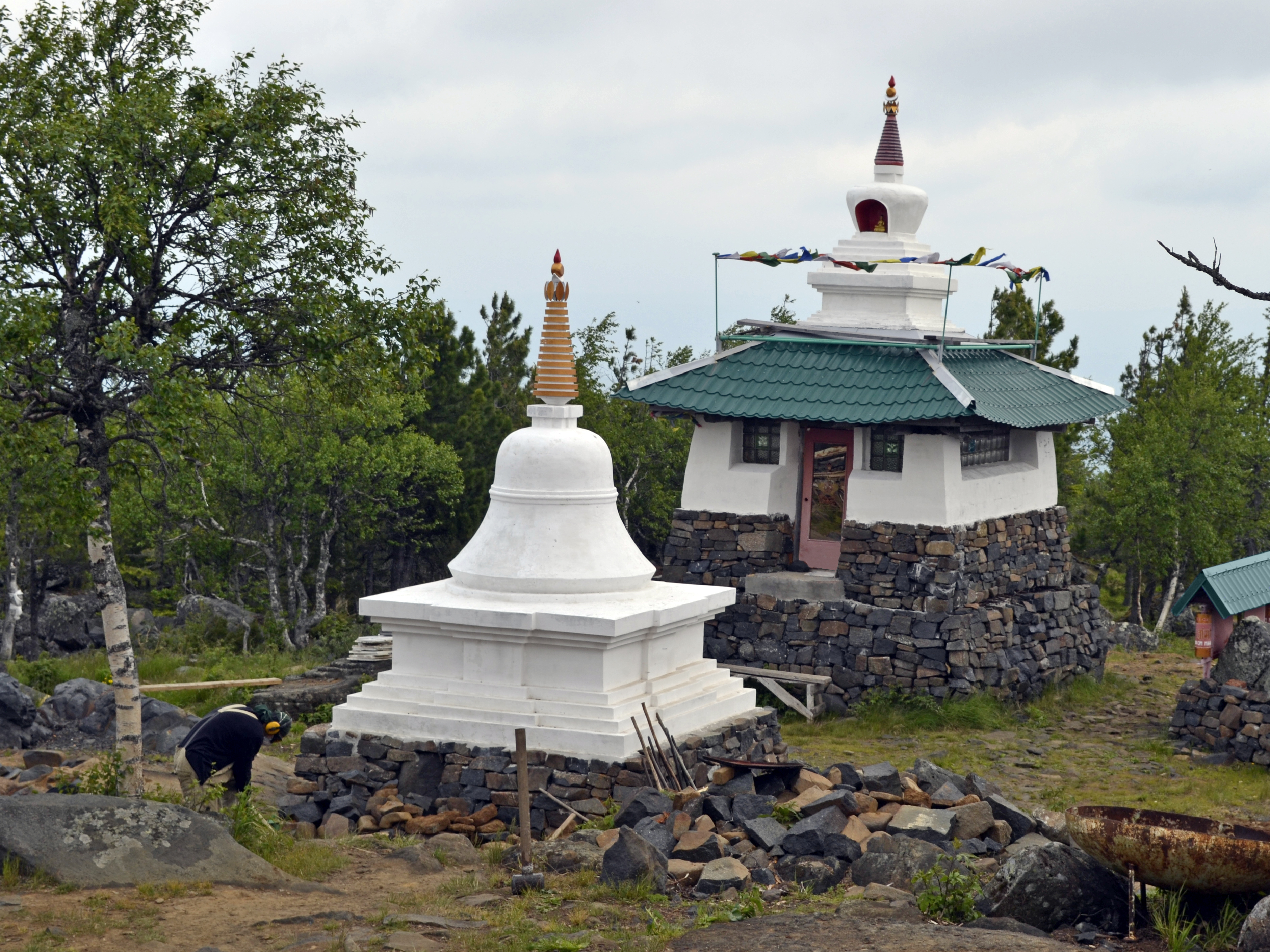
Ступы буддийского храма Шедруб Линг
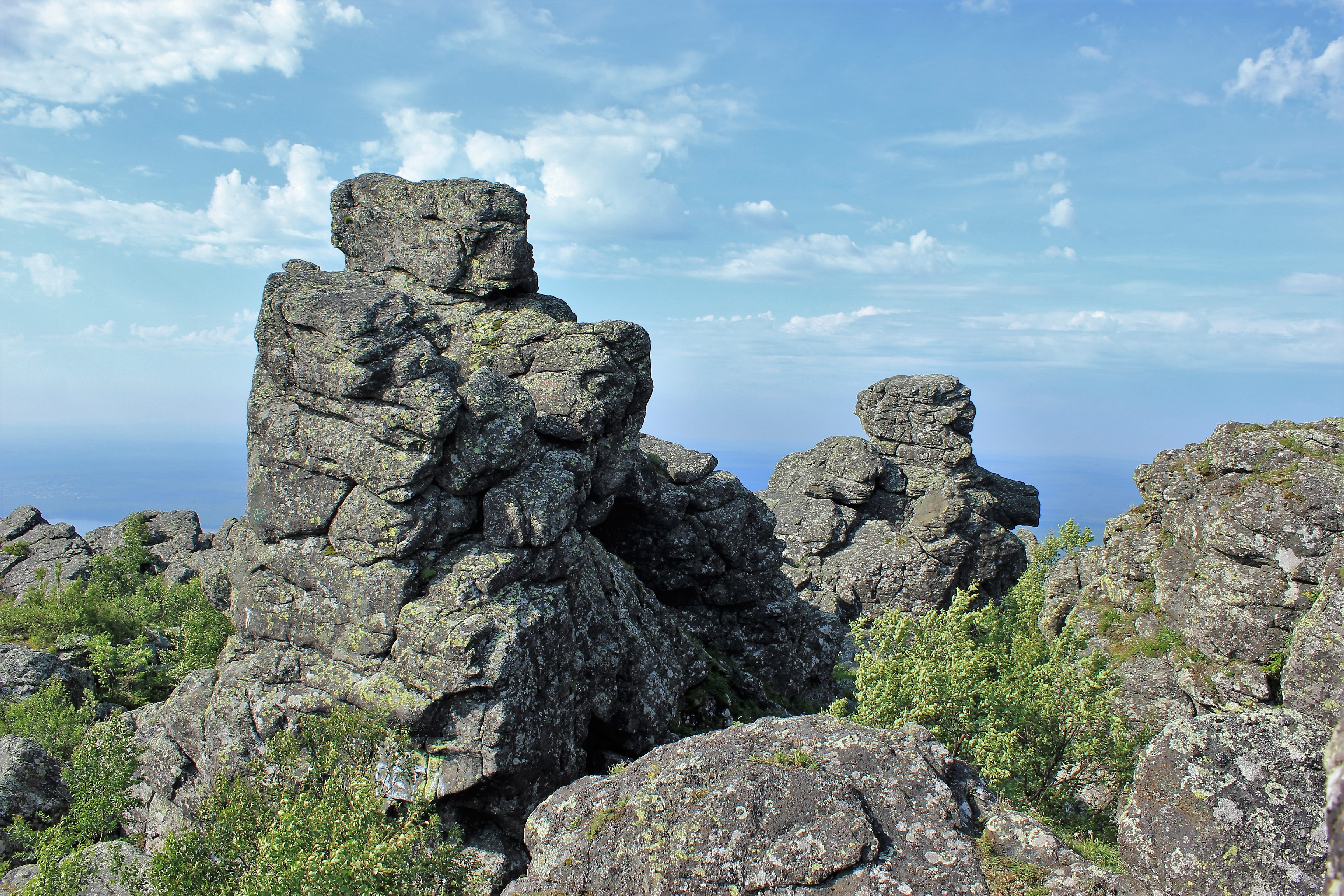
Останцы на вершине горы
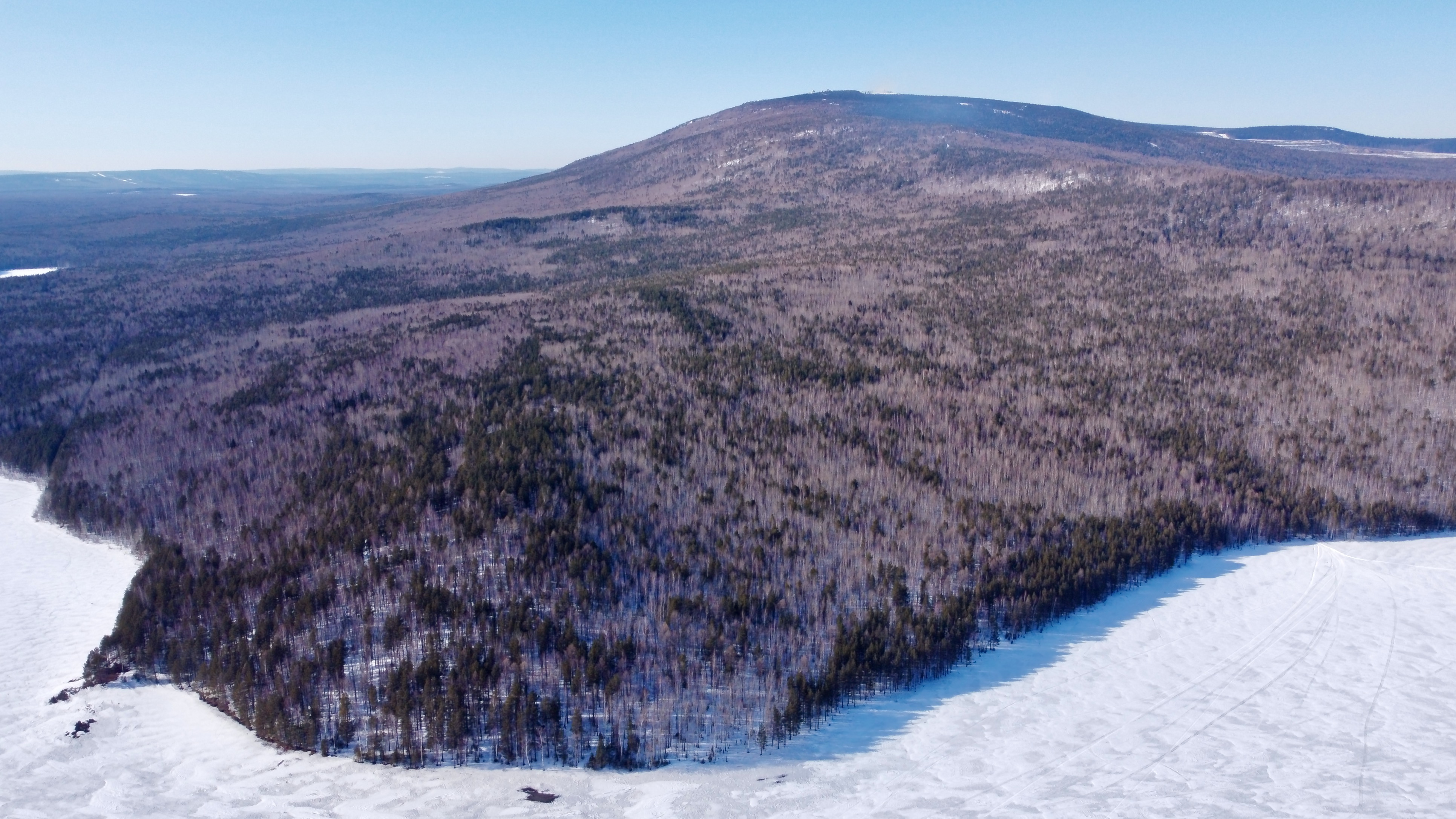
Юго-восточный склон
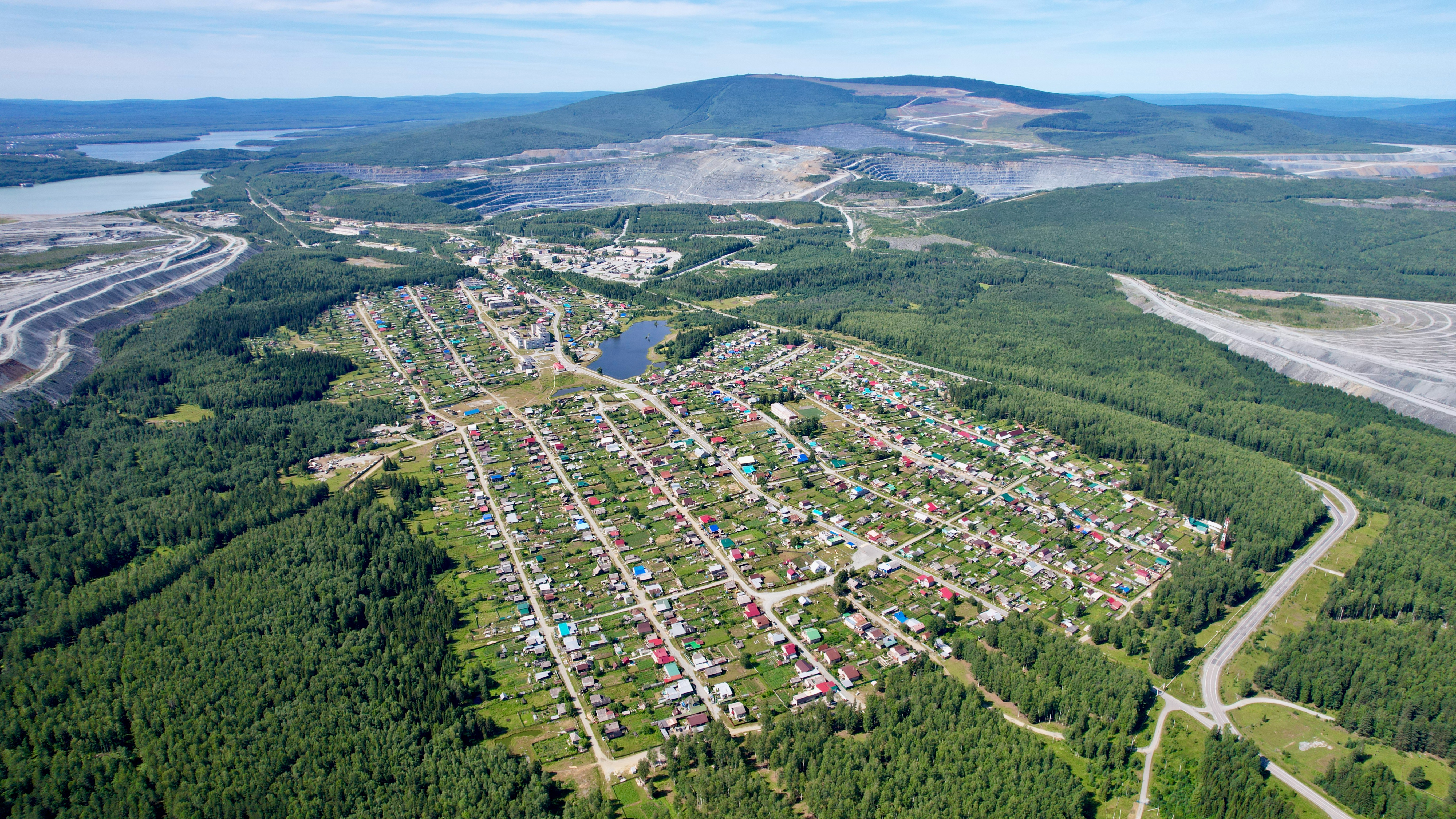
Вид со стороны Валериановска
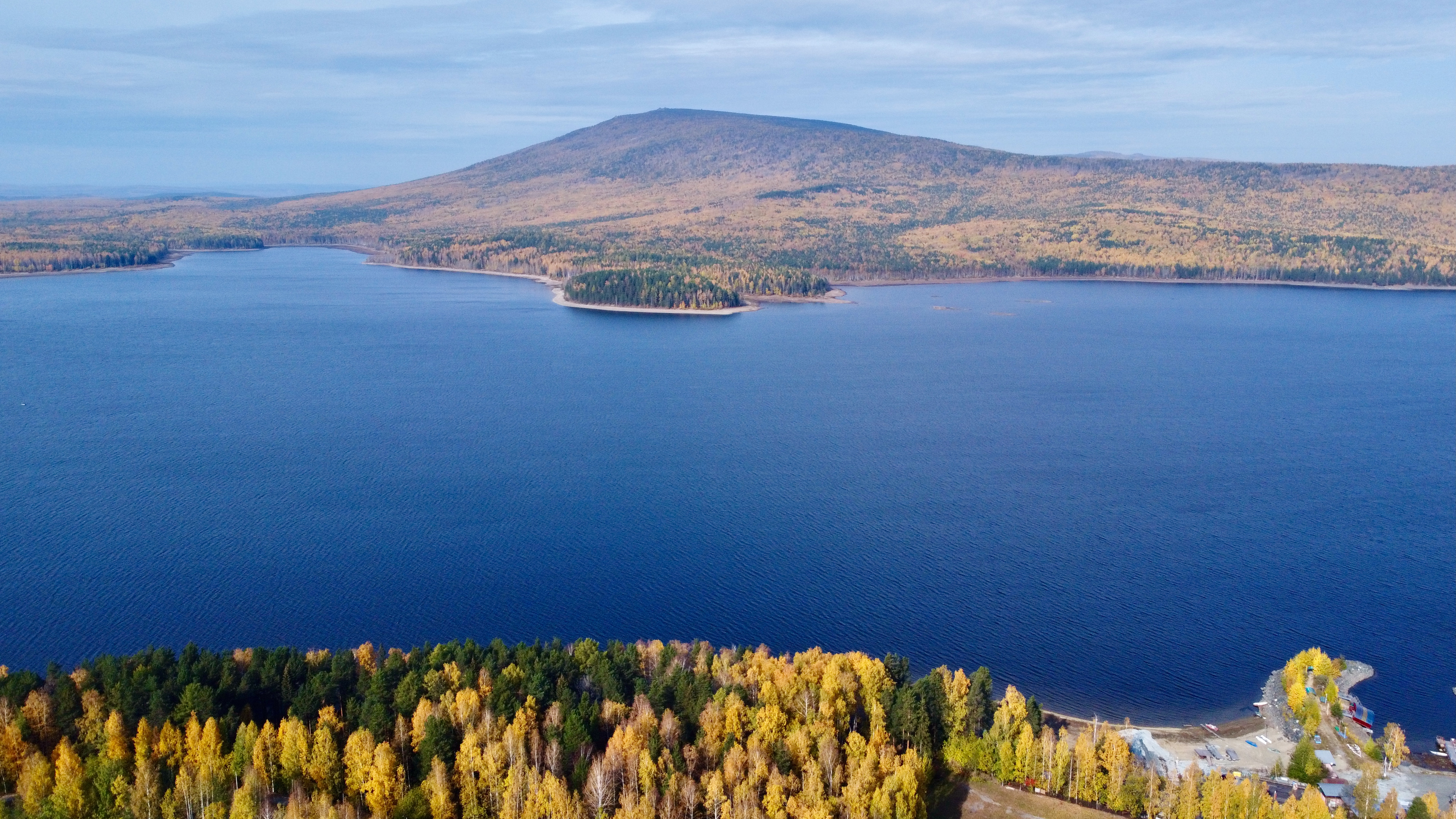
Вид на пруд и гору
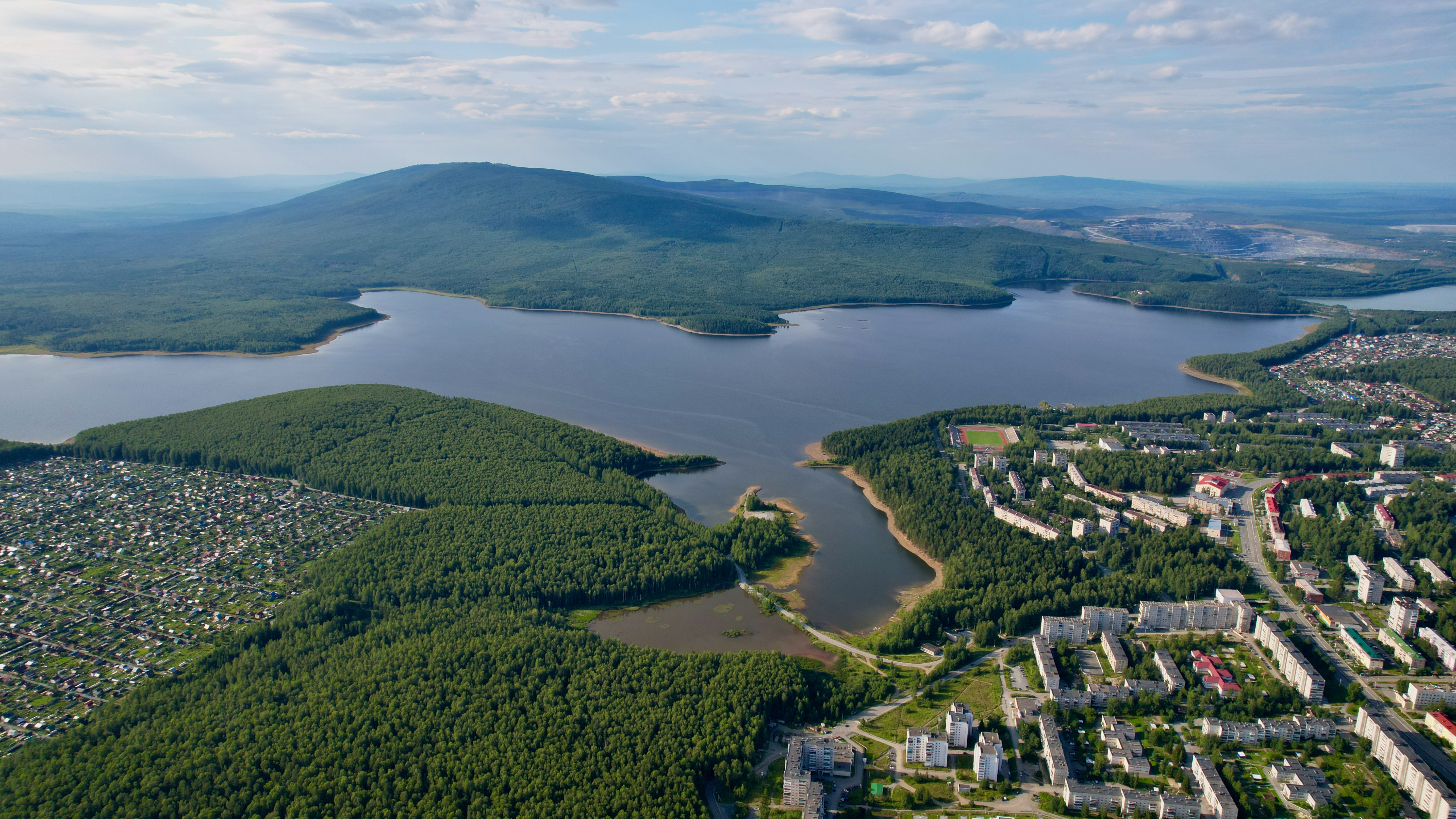
Вид с высоты
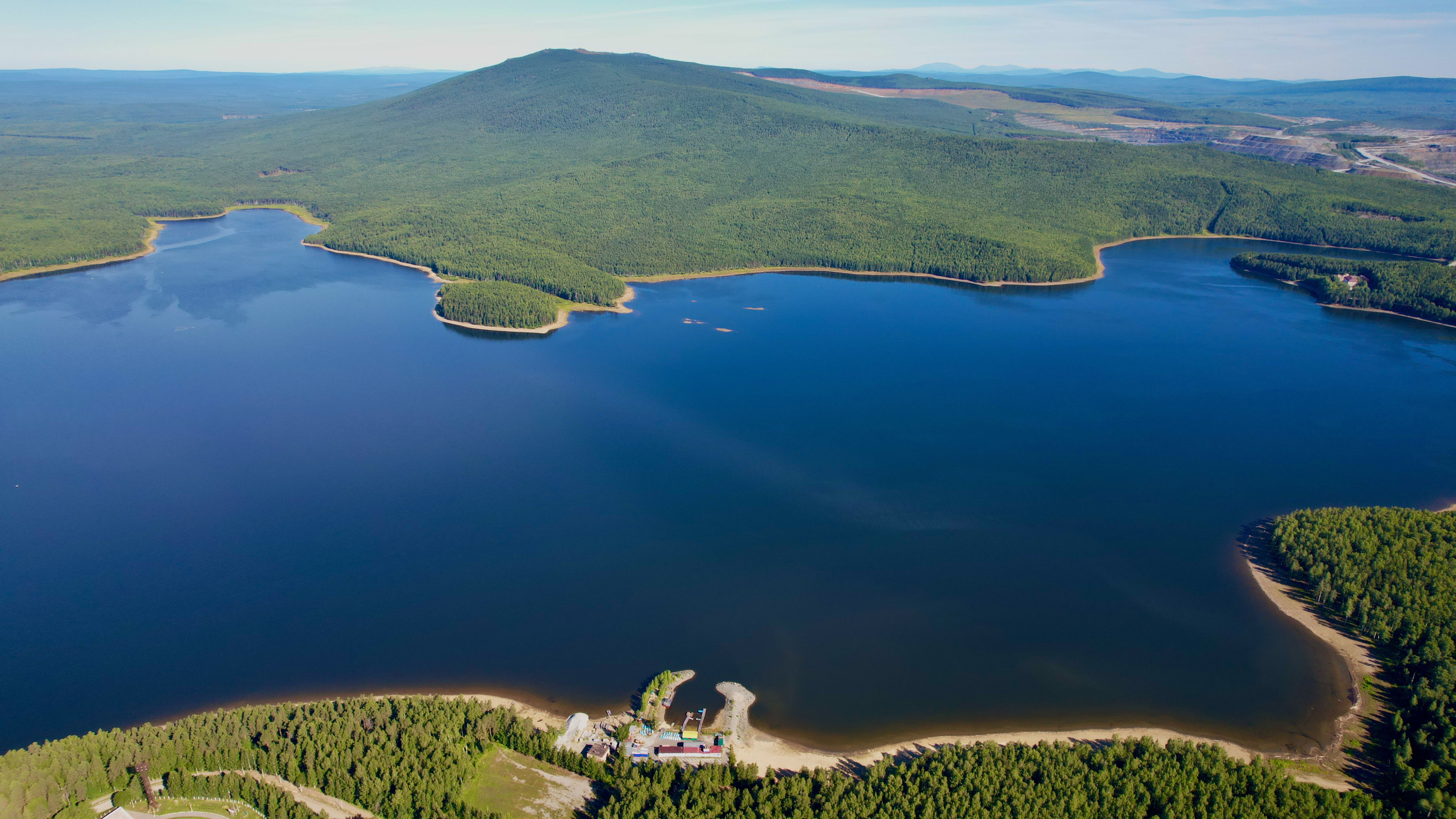
Вид с высоты